# 하늘을 보고 별을 따고
"하늘을 보고 별을 따고"는 1969년 공개된 대한민국의 영화이다.

## 배역
- 김지미
- 박노식
- 이순재
- 전계현
- 고은아
- 김희갑
- 장훈
- 한성
- 정애란
- 한은진
- 안인숙
- 박경주
- 백송
- 임성포
- 유계선
- 송미남
- 임운학
- 권오상
- 지계순